# Пендлтон (Нью-Йорк)
Пендлтон (англ. Pendleton) — місто (англ. town) в США, в окрузі Ніагара штату Нью-Йорк. Населення — 7035 осіб (2020).

## Демографія
Згідно з переписом 2010 року, у місті мешкало 6397 осіб у 2344 домогосподарствах у складі 1844 родин. Було 2422 помешкання
Расовий склад населення:
| - 97,6 % — білих - 0,6 % — чорних або афроамериканців - 0,6 % — азіатів - 0,2 % — корінних американців |

До двох чи більше рас належало 0,7 %. Частка іспаномовних становила 0,9 % від усіх жителів.
За віковим діапазоном населення розподілялося таким чином: 23,2 % — особи молодші 18 років, 63,1 % — особи у віці 18—64 років, 13,7 % — особи у віці 65 років та старші. Медіана віку мешканця становила 44,5 року. На 100 осіб жіночої статі у місті припадало 98,7 чоловіків;  на 100 жінок у віці від 18 років та старших — 96,9 чоловіків також старших 18 років.
Середній дохід на одне домашнє господарство  становив 103 730 доларів США (медіана — 90 570), а середній дохід на одну сім'ю — 111 074 долари (медіана — 98 594). Медіана доходів становила 60 740 доларів для чоловіків та 51 278 доларів для жінок. За межею бідності перебувало 4,6 % осіб, у тому числі 6,9 % дітей у віці до 18 років та 7,0 % осіб у віці 65 років та старших.
Цивільне працевлаштоване населення становило 3620 осіб. Основні галузі зайнятості: освіта, охорона здоров'я та соціальна допомога — 19,7 %, виробництво — 13,3 %, роздрібна торгівля — 12,2 %.